# Disznóól (film)
A Disznóól 1969-ben készült színes, olasz–francia filmdráma. Eredeti címe: Porcile / Porcherie. Pier Paolo Pasolini alkotása az 1969-es velencei filmfesztiválon került először a közönség elé. A rendező eredetileg drámának írta meg a művet (külföldön rendszeresen színpadra is állítják). A Disznóólt Pasolini párhuzamosan forgatta következő filmjével, a Médeával (1969).

## A cselekmény
|  | Alább a cselekmény részletei következnek! |

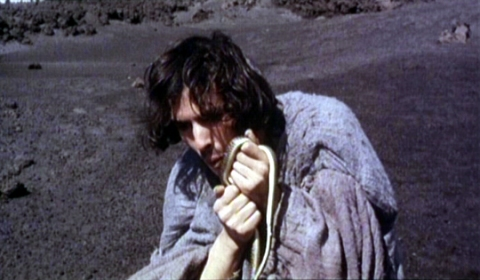
A kannibál ifjú a sivatagban (Pierre Clémenti)

Két történetet látunk párhuzamosan. Az első helyszíne egy sivatag, melyben egy kimerült, éhes fiatalember bolyong. Mikor találkozik egy fiatal katonával, megvív vele. Legyőzi és megöli. Levetkőzteti a tetemet, levágja a fejét és egy kráterbe dobja. A testet megeszi. Később már azt látjuk, hogy társa is van, majd egy idő után egész kannibálcsapat szerveződik a vezetésükkel. A környékbeli falusiak azonban csapdát állítanak nekik: egy teljesen meztelen lányt és fiút tesznek ki csalétkül a sivatagba. A csel beválik, a kannibálokat elfogják és halálra ítélik. Földbe vert cölöpök közé fektetve kikötözik őket a sivatagban, hogy a kutyák elevenen falják fel a testüket. A kannibál ifjú halála előtt szinte büszkén mondja hóhérainak: „Megöltem az apámat, emberhúst ettem, és reszketek az örömtől.”

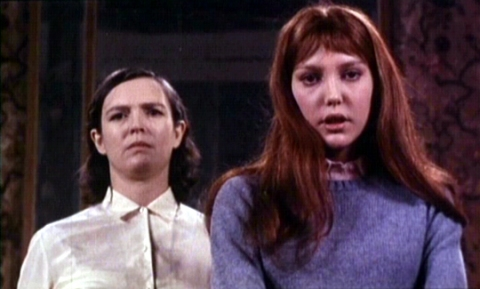
Julian anyja Idával (Margarita Lozano és Anne Wiazemsky)

A másik történet helyszíne egy pazar villa belseje és csodálatos kertje. Ebben a gazdag és szép környezetben él Julian, a polgári ifjú, aki azonban képtelen viszonozni bájos barátnője, Ida közeledését: a fiúnak ugyanis különleges szenvedélye van, kizárólag disznókkal tud szeretkezni. Édesapja egy hatalmas konszern vezetője, aki folytonos harcban áll a konkurenciával. Ellenfele tudomást szerez Julian beteges szenvedélyéről, ám hiába zsarolja meg a fiú apját, mert az viszont az ő náci múltjáról rendelkezik információkkal. A két ellenfél tehát inkább szövetkezik, melyet gyermekeik házasságával kívánnak megpecsételni. Az idillt azonban az érkező parasztok zavarják meg, akik hírül hozzák, hogy Juliant a disznóólban tett egyik látogatása során a megvadult állatok felfalták. Herdhitze úr – aki az ifjú apósa lett volna – titoktartásra szólítja fel a falusiakat, hogy tegyenek úgy, mintha mi sem történt volna, hiszen a balesetnek nem maradt semmi nyoma, tehát nem kell róla beszélni…

## Pasolini aDisznóólról
„Az explicit politikai tartalom, a téma: Németország történelmi helyzete. De a film nem Németországról szól, hanem a régi és új kapitalizmus közötti kétoldali viszonyról. […] A film implicit politikai tartalma: kétségbeesett kiábrándulás az összes történelmi társadalomból. Tehát: az apokaliptikus anarchia.”
„„Senki nem figyelt fel a Disznóól (ugyan folyton megtörő, akadályba ütköző, megkerült) dialektikus menetére: adott egy tézishelyzet (sivatag, csend, metatörténelem) és egy antitézishelyzet (város, beszéd, történelem), a film egésze (ha végtelenül kegyetlen játékot űzve is) mégis a szintézis lehetőségében való optimista bizakodáson alapul. Ez a szintézis az elnyomók világának totalitása, mely olyannak mutatja magát, mintha elkerülhetné az ítéletet.”

## Háttér-információk

### Irodalmi háttér
Pasolini az 1960-as évek közepén kezdett foglalkozni a Disznóól ötletével, miközben azt megelőző filmje, a Teoréma (1968) is körvonalazódott a gondolataiban. Eredetileg mindkét témából drámát akart írni, de aztán a Teoréma esetében úgy döntött, hogy inkább filmet készít az ötletből. (Később mégis írt belőle egy irodalmi változatot is.) A Disznóól viszont előbb született meg drámaként, és csak utána lett belőle film. Pasolini a Film a Doba című lap 1970/IV. számában azt nyilatkozta: „Afféle petrarcai szonettet akartam írni egy lautréamont-i témára. Akkor tényleg a totális pesszimizmus kétségtelen pillanatát éltem át.” A mű két részből áll: Orgia; Disznóól. A két történetet Maracchione alakja kapcsolja össze, aki szemtanúja mindkét eseménysornak.

### A színészek és a forgatás

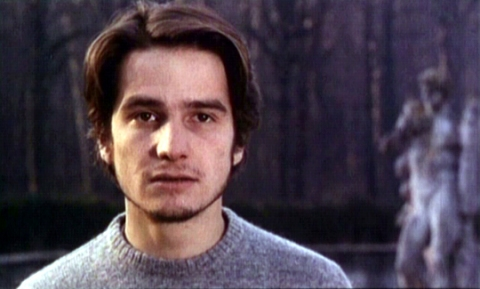
Julian, a „se nem engedelmes, se nem engedetlen” (Jean-Pierre Léaud)

Pasolini legtöbb filmjében zömmel amatőr színészeket foglalkoztatott, és viszonylag ritkábban dolgozott hivatásos színészekkel. Erről így nyilatkozott: „…valódi szereplőket választok, akiknek elegendő a fizikai jelenlétük ahhoz, hogy a valóság érzetét keltsék. […] A népi jellegű szerepekre amatőröket választok, míg a polgári szerepekre hivatásos színészeket.” A Disznóól legfontosabb szerepeit hivatásos színészek alakítják, hiszen a cselekmény a polgári tematikához kapcsolódik. Pasolini így emlékezett vissza színészeire nem sokkal a velencei premier után: „Aztán ott vannak az emberi kalandok, amelyek értékét később sem tudja elvenni senki: az azonnal elmúló, mégis kitörölhetetlen, egynapos szerelmekhez hasonlítható a színészekhez – a kétségbeesett Pierre Clementihez, a szorongó Jean-Pierre Léaud-hoz – fűződő kapcsolat, amely miatt a munka olyan volt, mint az eltévedt gyermek számára az anyai simogatás. Vagy a riadt Lionello, aki hihetetlen akaraterővel gyűrközött meg lehetetlen szerepével, és végül örömteli győzelmet aratott; a mindig tökéletes és sebezhetetlen, imádni való Anne Wiazemsky, aki olyan, mint egy értékes dámvad (vagy mint Marco Ferreri); Ninetto – Ninetto Davoli – akinek kissé komikus »amatőr színészi« gyakorlatában ez volt az első alkalom, amikor tudatában volt annak, amit csinált, és az utolsó jelenetet könnyes szemmel játszotta el; végül Tognazzi, aki az egyik legjobb és legintelligensebb ember, akit valaha ismertem.” Az olasz változatban az anyát játszó Margarita Lozano szinkronhangja Pasolini jó barátja, Laura Betti volt, míg Marco Ferrerinek Mario Missiroli kölcsönözte a hangját.
A film két részét két külön időpontban vették fel. A sivatagi jeleneteket 1968 novemberében, zömmel a szeles, ködös és esős Etna lejtőin, ahol korábban a Teoréma sivatagi képsorait is rögzítették. A másik helyszín egy Padova közelében lévő villa volt, ahol 1969 januárjában forgattak. Pasolini visszaemlékezései szerint a venetói neoklasszicista villában talán még nyáron is jéghideg lenne.

### Tematikus trilógia

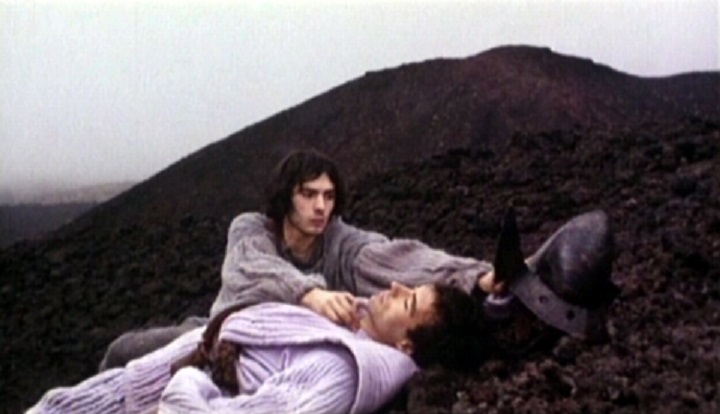
A kannibál és legyőzött áldozata (Pierre Clémenti és Luigi Barbini)

Pasolini 1970 és 1974 között forgatta azt a három filmjét, melyeknek ő maga adta Az Élet trilógiája összefoglaló címet: Dekameron (1971), Canterbury mesék (1972), Az Ezeregyéjszaka virágai (1974). Azonban egy másik, nem hivatalos trilógia is összeállítható a filmjeiből: Teoréma, Disznóól, Salò, avagy Szodoma 120 napja (1975). Ezeket a műveit a polgári tematika kapcsolja össze: mindhárom alkotás a polgári társadalom felbomlásának szükségszerűségét fogalmazza meg, a felbomlás különböző, jelképes állomásait megörökítve. A Teorémában a folyamat első állomását láthatjuk: a polgári világ legkisebb egysége, a család hullik szét. A Disznóólban a bomlás előrehaladottabb állapotát látjuk, megjelenik az egymással való küzdelem, az aberráció, a náci bűnök árnyéka: a sivatagi epizód egyszerre archetipikus tükörképe és ellentéte a polgári miliőben játszódó történéseknek. A Salò, avagy Szodoma 120 napja már a széthullás végső állapotát, a totális anarchiát ábrázolja, melynek jegyében a Hatalom képviselői bármit megtehetnek és megtesznek a nekik kiszolgáltatottakkal: ebbe perverz vágyaik kielégítése éppúgy beletartozik, mint foglyaik brutális megkínzása és megölése.
Csantavéri Júlia – Pasolini életművének egyik legértőbb és legalaposabb hazai ismerője – hívta fel a figyelmet a halál kétféle jelentésére a rendező filmjeiben. Az egyik a megváltó halál, „nem keresztényi értelemben persze, azaz nem a földi szenvedéstől vált meg, hanem olyan fényforrás, melynek sugarában az élet irrealitásában ráismerhetünk a lét valóságára.” A Disznóól és a Salò, avagy Szodoma 120 napja ezzel szemben másként értelmezi a halált: jelentés nélküli pusztulásként, mely nem ad utólagos értelmet annak az életnek, melyet lezár. A Salò áldozatai egytől egyig ilyen halált halnak, ám a Disznóólban a halál mindkét értelmezésére találunk példát: „Az emberevő halála azonban nyíltan vállalt mártírium, büszke, nyilvános halál, itt a szenvedés vállalásában megnyíló végtelen szabadság megváltást hoz. Julian halála, csakúgy mint élete: jeltelen. Bár nem engedelmes, de nem is lázadó, s normaszegését a nagypolgári világ jól bejáratott mechanizmusaival elsősorban álszent és profán toleranciája révén könnyedén változtatja eszközzé saját céljai számára. Ezzel megsemmisíti személyiséget, fölfalja – a disznók csak befejezik a munkát.”

### A velencei bemutató

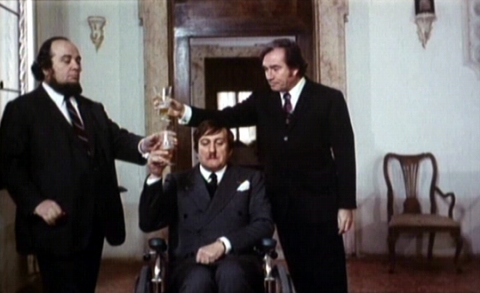
Ellenfelek megegyezése (balról jobbra: Marco Ferreri, Alberto Lionello és Ugo Tognazzi)

A Disznóól az 1969-es velencei filmfesztivál versenyprogramjában szerepelt, melynek keretében Federico Fellini Fellini-Satyricon című alkotása is a nézők elé került. (Érdekes véletlen, hogy Fellini művében is megjelenik a kannibalizmus motívuma.) Pasolinit felháborította, hogy Pietro Bianchi filmkritikus már a fesztivál beharangozójában úgy írt a Fellini-Satyriconról, mint a nagydíj egyetlen és vitathatatlan esélyeséről. Szerinte Bianchi az ilyen feltételezések publikálásával mind Fellini filmjét, mind a versenyprogram többi alkotását tulajdonképpen megalázza, mert a művek – alkotójuk presztízsétől független – nemes versengése helyett az előzetes elvárások, a tekintélyelv alapján osztogatna díjat. (Egyébként abban az évben nem adták ki a fesztivál fődíját, a következő esztendőben pedig 10 évre megszűnt a velencei biennálé versenyjellege.) Pasolini még jobban feldühödött Szergej Jutkevics szovjet rendező megállapításai miatt. Jutkevics a Disznóólról azt mondta, hogy „olyan aljasságra példa, amit csak egy »nyugati rendező« érhet el”, de dühödt kirohanást intézett a Fellini-Satyricon ellen is. Pasolini vitriolos stílusban reagált Jutkevics megállapításaira – miközben védelmébe vette Fellini alkotását is –, és többek között ezt írta: „…ami a Satyricont illeti, ha egyszer végre a Szovjetunióban is csinálnának hozzá hasonló filmet, akkor viszonozhatjuk a szovjet értelmiség üdvözletét – mármint a neosztálinista rendszer híveiét, mert azok, akik a Gulágon vannak, bizonyára szerették volna ezeket az olasz filmeket.”

## Magyar kritikai visszhang
„A Porcile – mint a Teoréma – magatartás-metaforák mozzanatain keresztül vezetett parabola, amelynek azonban közvetlen, érzéki, felszíni jelentése is van. Minden elemet, amit képileg »tárgyal«, központi helyen mutat meg, mint egy vers szóképeit, amelyek magukba sűrítik az egész »témát«. Pasolini az egyik történetből időnként átvág a másikba, és ezzel a kettőt újraépíti egy magasabb szinten. […] A Disznóól pesszimista film, a kulturális avantgárdot támadja, mert a neokapitalizmus totális restaurációját lényegében csak akadémikus és reakciós »kísérőzenével«, alig fülsértő melodikus magatartással kísérte. […] Julian 50%-ban konformista, 50%-ban nonkonformista, s ez összesen annyi, mint nem létezni. Julian nincs.”

(Dobai Péter: Pier Paolo Pasolini. In: Filmkultúra 65/73. Budapest, 1991, Századvég Kiadó, 288–289. oldal)

## Érdekességek
- A film rendezőasszisztense Pasolini régi barátja, Sergio Citti volt.
- A Disznóól magyarországi ősbemutatója 1988. szeptember 18-án volt a budapesti Filmmúzeumban, egy Pasolini-életműsorozat részeként. A filmet Magyarországon nem játszották a mozik, és 2008 nyaráig  nem sugározta egyik tévécsatorna sem, továbbá nem jelent meg se VHS-en, se DVD-n.

## Főszereplők

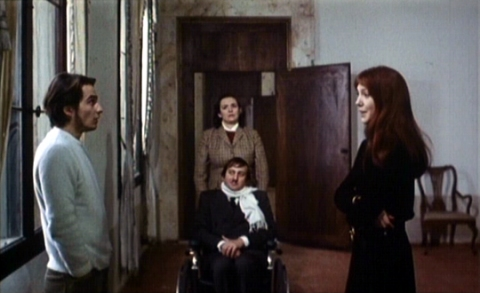
Családi körben (balra: Jean-Pierre Léaud, jobbra: Anne Wiazemsky, középen: Alberto Lionello és Margarita Lozano

- Pierre Clémenti (fiatal kannibál) (Pierre Clementi néven szerepel a stáblistán)
- Jean-Pierre Léaud (Julian Klotz) (Jean Pierre Leaud néven szerepel a stáblistán)
- Alberto Lionello (Klotz úr)
- Ugo Tognazzi (Herdhitze)
- Anne Wiazemsky (Ida)
- Margarita Lozano (Klotzné) (Margherita Lozano néven szerepel a stáblistán)
- Marco Ferreri (Hans Günther)
- Franco Citti (kannibál)
- Ninetto Davoli (Maracchione)
- Luigi Barbini (fiatal katona a sivatagban) (nem szerepel a stáblistán)
- Antonino Faa Di Bruno (öregember az ítélkezési jelenetben) (nem szerepel a stáblistán)
- Sergio Elia (szolga) (nem szerepel a stáblistán)